# Куренас

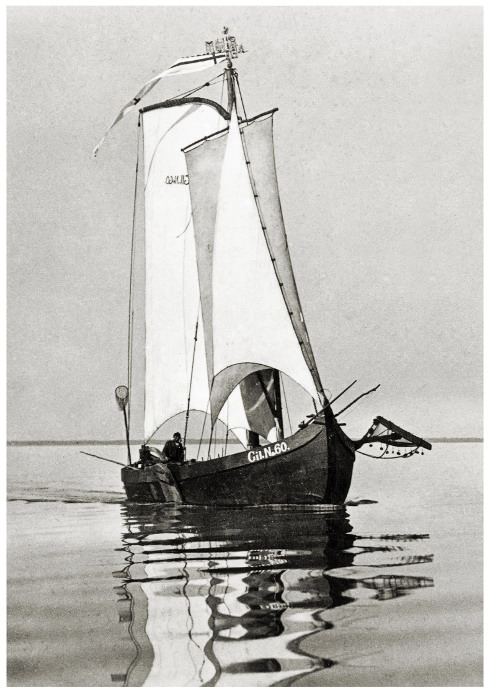
Куренас в 1938 году

Куре́нас (лит. Kurėnas, нем. Kurenkahn) — парусная деревянная рыбацкая плоскодонная лодка, использовавшаяся в Куршском заливе до второй половины XX века. Длина куренаса могла достигать четырнадцати метров. Лодки были плоскодонными, а их осадка составляла примерно сорок сантиметров. Эти характеристики объясняются особенностями мелководного Куршского залива. Куренасы строились из дуба.

## Куршские вымпелы

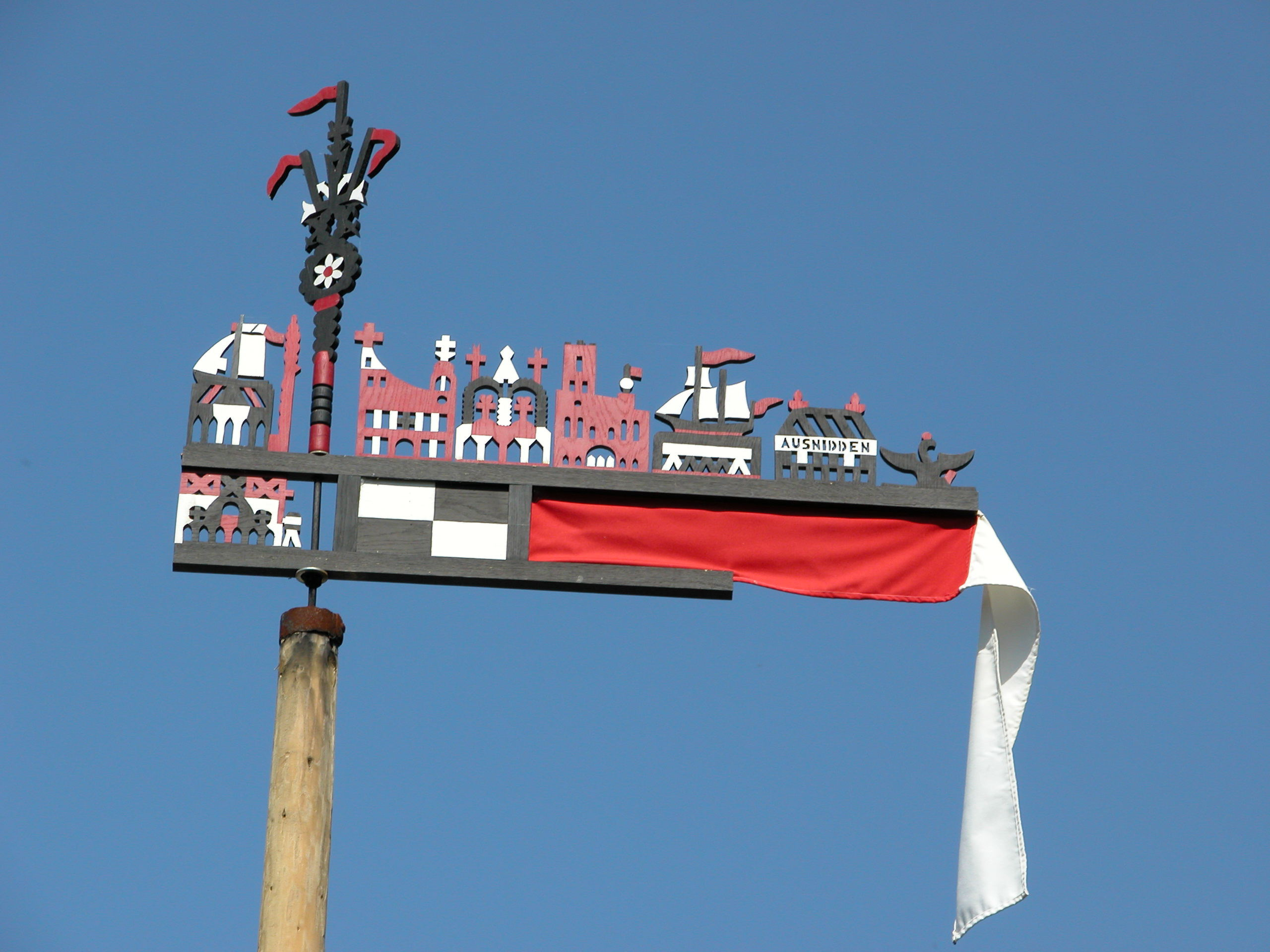
Вымпел Ниды

Интересной особенностью куреносов были так называемые «куршские вымпелы» (нем. Kurenwimpel) — укреплявшиеся на единственной мачте флюгеры. У каждой деревни был свой флюгер. Эти знаки были введены в 1844 году рыболовным инспектором Эрнстом Вильгельмом Беербомом в целях упрощения контроля над соблюдением правил рыболовства. Постепенно рыбаки стали украшать флюгеры-вымпелы резными украшениями. К началу двадцатого века куршские флюгеры стали туристическим сувениром. 
Беербом также ввёл систему идентификации лодок, состоявшую из трёх букв (первые буквы названия деревни, к которой была приписана лодка) и номера лодки. Эти обозначения наносились на паруса и борта куренасов.

## Современные куренасы
Куренасы исчезли после Второй Мировой войны, но в начале двадцать первого века музеи Клайпеды (Литва) и Калининграда возродили эти суда. Первым стал куренас, построенный Морским музеем Клайпеды и спущенный на воду 11 июля 2001 года. В соответствии с традицией он получил обозначение SUD-1 (от Suderspitze, немецкого названия деревни, на месте которой сейчас расположен морской музей).
Калининградский куренас строился в Музее Мирового океана. Он был заложен 27 мая 2011 года и спущен на воду 24 мая 2012 года. Строительство велось специалистами судостроительной фирмы «Пеликан». Калининградский куренас получил обозначение МУЗ-1 (музей), а его флюгер повторяет силуэт Фридрихсбургских ворот, где расположена историческая верфь музея.